# Chambers (Familienname)
Chambers ist ein englischer Familienname.

## Namensträger

### A
- Aidan Chambers (1934–2025), britischer Schriftsteller
- Akeem Chambers (* 1998), jamaikanischer Fußballspieler
- Alan Chambers (* 1972), US-amerikanischer Geistlicher
- Andrew P. Chambers (1931–2017), US-amerikanischer Militär, General der US Army
- Andy Chambers (* 1966), englischer Spieleentwickler und Autor
- Anne Cox Chambers (1919–2020), US-amerikanische Diplomatin
- Annika Chambers (* 1985), US-amerikanische Bluessängerin
- Arran Chambers (* 1995), kanadischer Volleyballspieler
- Arthur Chambers (1846–1923), englischer Boxer in der Bare-knuckle-Ära

### B
- Becky Chambers (* 1985), US-amerikanische Science-Fiction-Autorin

### C
- Calum Chambers (* 1995), englischer Fußballspieler
- Carlton Chambers (* 1975), kanadischer Leichtathlet
- Chamar Chambers (* 1997), panamaischer Leichtathlet
- Chloe Chambers (* 2004), US-amerikanische Rennfahrerin
- Christina Chambers (* 1969), US-amerikanische Schauspielerin und Model
- Christine Chambers (Fotografin) (1980–2019), US-amerikanische Fotografin
- Christine Chambers (Psychologin), kanadische Psychologin
- Ciaran Chambers (* 1994), nordirischer Badmintonspieler

### D
- Darrell Chambers (* 1961), US-amerikanischer Boxer
- Dave Chambers (* 1940), kanadischer Eishockeytrainer
- David Chambers (1780–1864), US-amerikanischer Politiker
- David Chambers (Historiker), britischer Wirtschaftswissenschaftler und -historiker
- Dennis Chambers (* 1959), US-amerikanischer Jazz-Schlagzeuger
- Donald Eugene Chambers (1930–1999), US-amerikanischer Rocker
- Dwain Chambers (* 1978), britischer Leichtathlet

### E
- Eddie Chambers (* 1982), US-amerikanischer Boxer
- Edmund Kerchever Chambers (1866–1954), britischer Literaturkritiker
- Edward T. Chambers († 2015), US-amerikanischer Aktivist
- Elmer Chambers (1897–um 1952), US-amerikanischer Trompeter und Kornettist
- Emma Chambers (1964–2018), britische Schauspielerin
- Ephraim Chambers (um 1680–1740), englischer Schriftsteller
- Erin Chambers (* 1979), US-amerikanische Schauspielerin
- Ernest Chambers (Rugbyspieler) (Ernest Leonard Chambers; 1882–1946), englischer Rugby-Union-Spieler
- Ernest Chambers (Radsportler) (Ernest Henry Chambers; 1907–1985), britischer Radsportler
- Ernest Chambers (Produzent) (* 1928), US-amerikanischer Fernsehproduzent und Drehbuchautor
- Ernie Chambers (Ernest W. Chambers; * 1937), US-amerikanischer Politiker
- Ezekiel F. Chambers (1788–1867), US-amerikanischer Politiker

### F
- Faune A. Chambers (* 1976), US-amerikanische Schauspielerin

### G
- George Chambers (Politiker, 1786) (1786–1866), US-amerikanischer Politiker (Pennsylvania)
- George Chambers (Maler) (1803–1840), englischer Maler
- George Chambers (Politiker, 1815) (1815–1880), US-amerikanischer Politiker (New York)
- George Michael Chambers (1928–1997), Politiker aus Trinidad und Tobago
- George W. Chambers (1857–1897), US-amerikanischer Maler
- Greg Chambers (* 1982), kanadisch-britischer Eishockeyspieler
- Gretta Chambers (1927–2017), kanadische Journalistin und Hochschulkanzlerin
- Gus Chambers (1958–2008), britischer Sänger
- Guy Chambers (* 1963), britischer Komponist

### H
- Harry Chambers (1896–1949), englischer Fußballspieler
- Henderson Chambers (1908–1967), US-amerikanischer Jazz-Posaunist
- Henry Cousins Chambers (1823–1871), US-amerikanischer und konföderierter Politiker
- Henry H. Chambers (1790–1826), US-amerikanischer Politiker

### J
- Jack Chambers (Maler) (1931–1978), kanadischer Maler und Filmemacher
- Jack Chambers (Linguist) (* 1938), kanadischer Linguist
- Jack Chambers (Politiker) (* 1990), irischer Politiker
- Jack Chambers (Tänzer) (* 1988), australischer Tänzer, Schauspieler und Sänger
- James Chambers (Politiker) (1863–1917), irischer Politiker
- James Chambers (Hornist) (1920–1989), US-amerikanischer Hornist
- James Chambers (Fußballspieler, 1980) (* 1980), englischer Fußballspieler
- James Chambers (Fußballspieler, 1987) (* 1987), irischer Fußballspieler
- James Chambers (Schriftsteller), US-amerikanischer Schriftsteller
- Jeff Chambers (1955–2021), US-amerikanischer Jazzmusiker
- Jim Chambers (* 1957), englischer Snookerspieler und Billardfunktionär
- Joe Chambers (1942–2022), US-amerikanischer Jazz-Schlagzeuger
- John Chambers (Bischof) († 1556), Bischof von Peterborough
- John Chambers (Jurist) († 1764), US-amerikanischer Anwalt und Richter
- John Chambers (Politiker) (1780–1852), US-amerikanischer Politiker (Whig Party), Gouverneur des Iowa-Territoriums
- John Chambers (Maskenbildner) (1923–2001), US-amerikanischer Maskenbildner
- John Chambers (Manager) (* 1949), US-amerikanischer Manager
- John Chambers (Drehbuchautor) (* 1968), irisch-deutscher Buch- und Drehbuchautor
- John B. Chambers (* 1956), US-amerikanischer Finanzanalyst
- John Graham Chambers (1843–1883), britischer Sportfunktionär
- John M. Chambers (* 1941), US-amerikanischer Softwareentwickler und Statistiker
- Justin Chambers (* 1970), US-amerikanischer Schauspieler

### K
- Kasey Chambers (* 1976), australische Countrysängerin
- Kia Chambers (* 1977), US-amerikanische Rapperin und Musikproduzentin, siehe Khia
- Kim Chambers (* 1974), US-amerikanische Pornodarstellerin

### L
- Lenoir Chambers (1891–1970), US-amerikanischer Schriftsteller, Journalist und Herausgeber
- Lisa Chambers (* 1986), irische Politikerin
- Luke Chambers (Fußballspieler, 1985) (* 1985), englischer Fußballspieler
- Luke Chambers (Fußballspieler, 2004) (* 2004), englischer Fußballspieler

### M
- Marilyn Chambers (1952–2009), US-amerikanische Pornodarstellerin
- Marjorie Chambers (1906–1989), neuseeländische Krankenschwester, Lehrerin in der Krankenpflege und Administratorin im Pflegebereich von Krankenhäusern
- Martin Chambers (Musiker) (* 1951), britischer Schlagzeuger
- Martin Chambers (Geistlicher) (1964–2024), schottischer römisch-katholischer Geistlicher, designierter Bischof von Dunkeld
- Matt Chambers, britischer Filmemacher
- Mortimer Chambers (1927–2020), US-amerikanischer Althistoriker
- Munro Chambers (* 1990), kanadischer Schauspieler

### O
- Oswald Chambers (1874–1917), schottischer Prediger und Schriftsteller

### P
- Paul Chambers (1935–1969), US-amerikanischer Jazz-Bassist
- Peter Chambers (* 1990), britischer Ruderer

### R
- Raymond Wilson Chambers (R. W. Chambers; 1874–1942), britischer Schriftsteller, Literaturwissenschaftler und Bibliothekar
- Richard Chambers (* 1985), britischer Ruderer
- Robert Chambers (Verleger, 1802) (1802–1871), schottischer Verleger, Naturforscher und Schriftsteller
- Robert Chambers (Verleger, 1832) (1832–1888), schottischer Verleger und Herausgeber
- Robert Chambers (Biologe) (Robert Warner Chambers; 1881–1957), US-amerikanischer Molekularbiologe und Chemiker
- Robert Chambers (Physiker) (1924–2016), britischer Physiker
- Robert Chambers (Leichtathlet) (1926–2010), US-amerikanischer Mittelstreckenläufer
- Robert W. Chambers (Robert William Chambers; 1865–1933), US-amerikanischer Maler und Schriftsteller
- Ross Chambers (1932–2017), australisch-US-amerikanischer Literaturwissenschaftler

### S
- Scott Chambers, britischer Schauspieler und Filmproduzent
- Shawn Chambers (* 1966), US-amerikanischer Eishockeyspieler
- Sherman Daniel Chambers (1881–1979), US-amerikanischer Ingenieur
- Sinead Chambers (* 1992), nordirische Badmintonspielerin
- Siyani Chambers (* 1993), US-amerikanischer Basketballspieler
- Stan Chambers († 2015), US-amerikanischer Fernsehjournalist
- Stanley Chambers (1910–1991), britischer Radsportler

### T
- Thomas Carrick Chambers (* 1930), australischer Botaniker
- Thomas Chambers (1808–1869), US-amerikanischer Landschaftsmaler, „First American Modern“
- Tom Chambers (* 1959), US-amerikanischer Basketballspieler
- Tsu Shan Chambers, australische Schauspielerin und Produzentin
- Tyree Chambers (* 1994), deutscher Basketballspieler

### V
- Verone Chambers (* 1988), jamaikanische Sprinterin

### W
- Whittaker Chambers (1901–1961), US-amerikanischer Schriftsteller, Redakteur und Agent
- William Chambers (Architekt) (1723–1796), schottischer Architekt
- William Chambers (Schriftsteller) (1800–1882), schottischer Schriftsteller